# Hans Lesker
Hans Lesker (geboren 23. November 1879 in München; gestorben 23. September 1914 in Avocourt, Argonner Wald) war ein deutscher Maler.

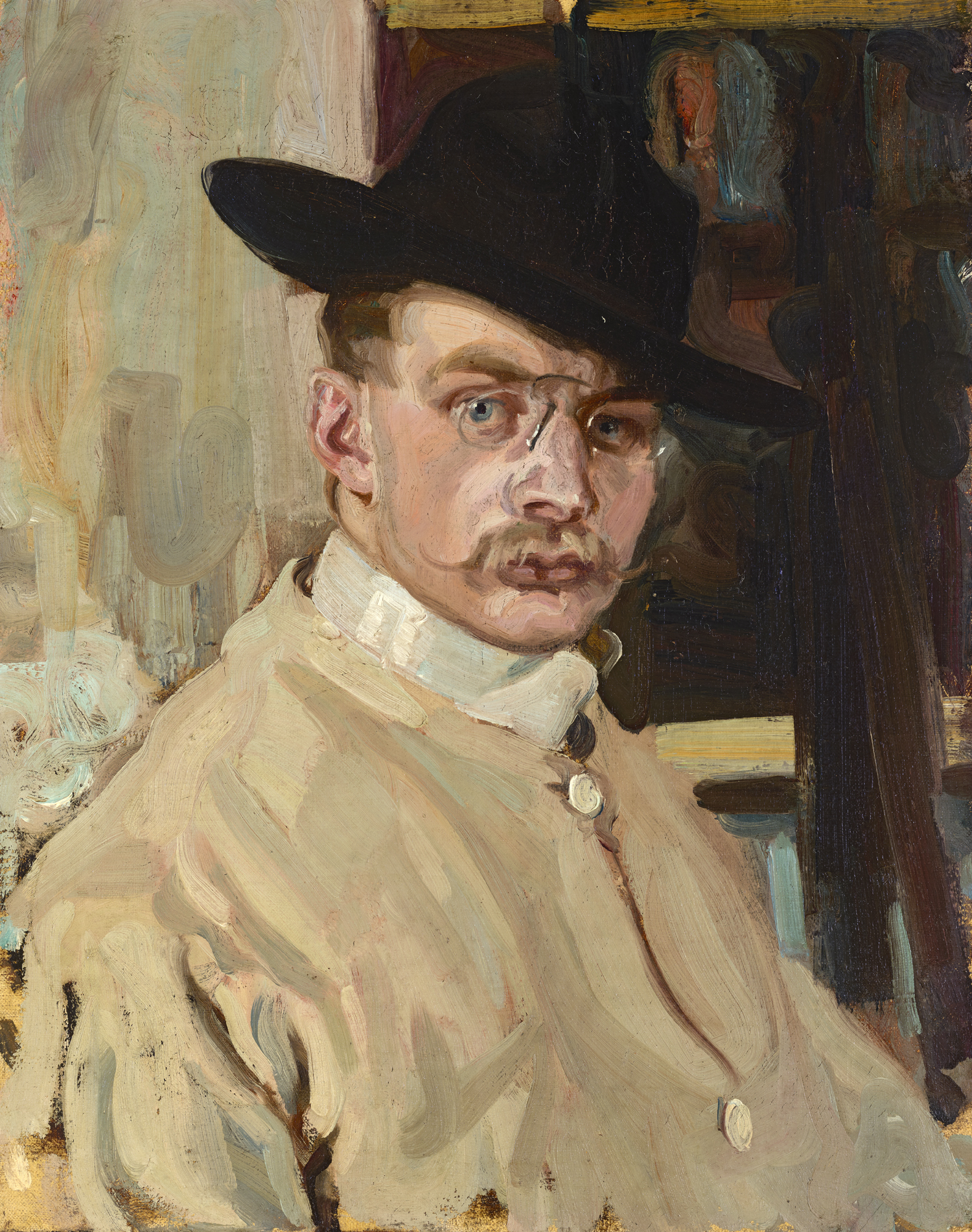
Selbstbildnis (um 1910)

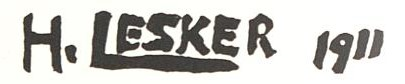

## Leben
Hans Lesker war ein Sohn des Malers Ludwig Lesker. Er studierte an der Königlichen Akademie der Bildenden Künste in München bei Paul Hoecker und bei Ludwig Herterich. Er malte Landschaften, Porträts und auch Karikaturen. Lesker war Mitglied der Münchener Sezession und Lehrer an der Kunstschule Stuttgart. In Dachau war er befreundet mit der Tiermalerin Wilma von Friedrich. Lesker wurde Soldat im Ersten Weltkrieg und fiel in den ersten Kriegswochen an der Westfront.

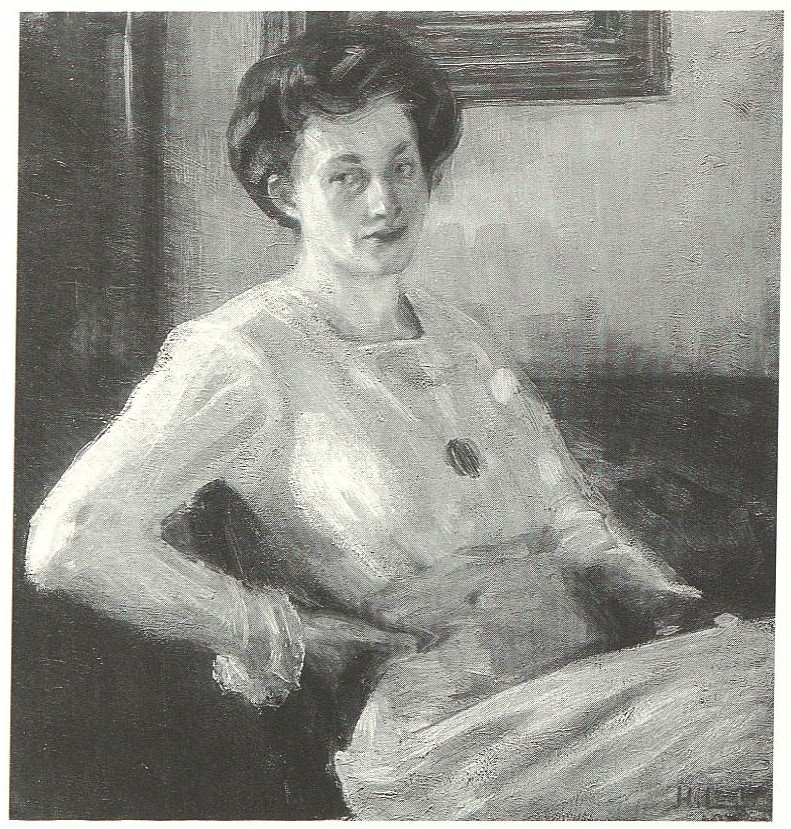
Wilma von Friedrich
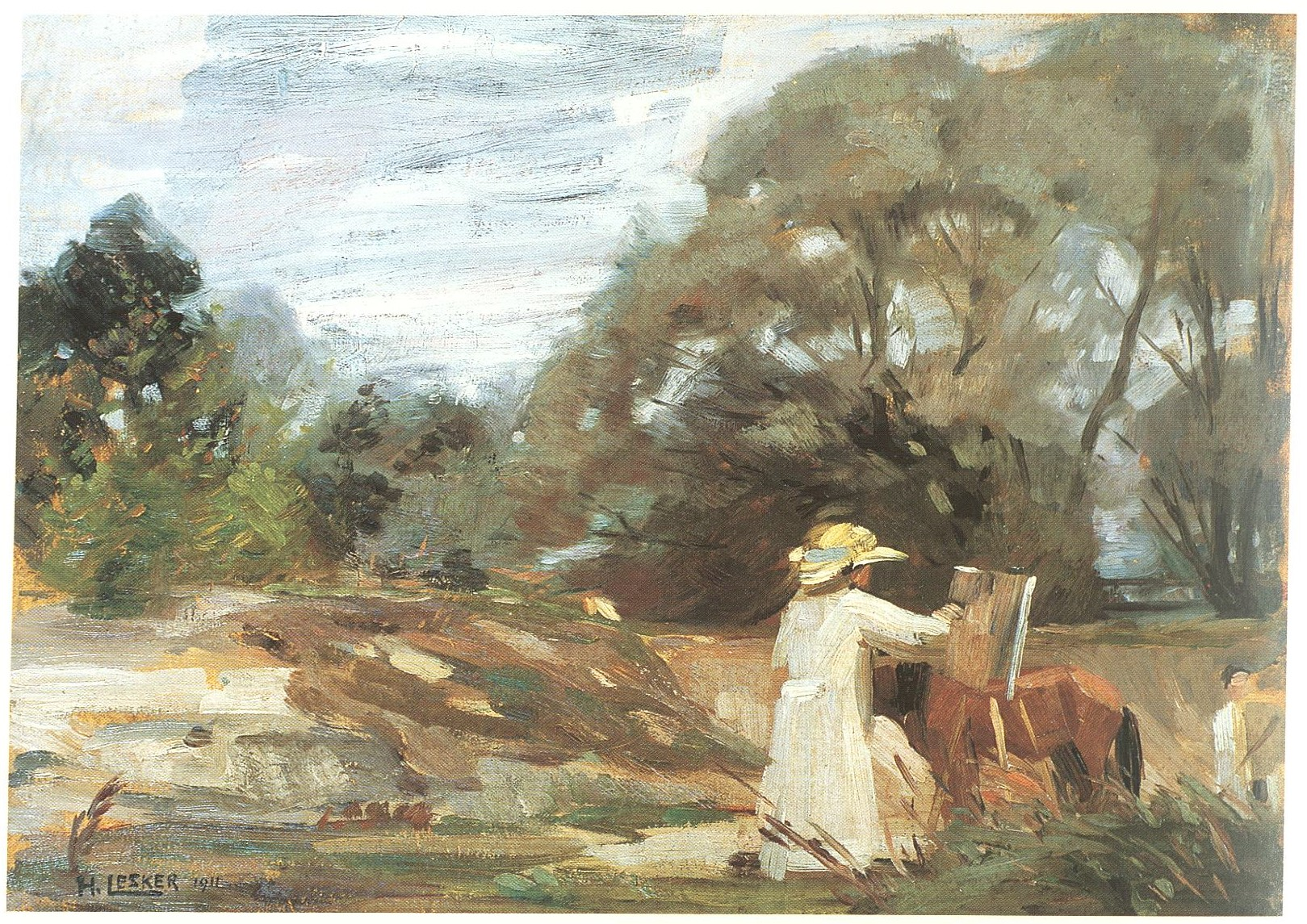
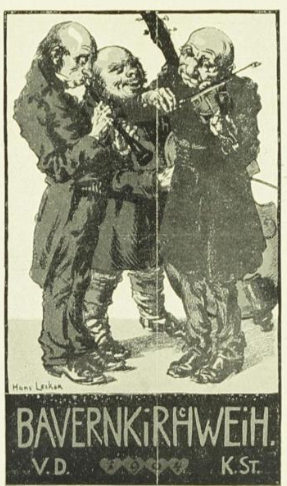